# Pargny-sur-Saulx
Pargny-sur-Saulx és un municipi francès, situat al departament del Marne i a la regió del Gran Est. L'any 2005 tenia 1.987 habitants.